# ラブラブショー
『ラブラブショー』は、1970年4月5日から1979年9月30日までフジテレビ系列局で放送されていたフジテレビ製作のトーク番組である。

## 概要
毎回当時の若手歌手や若手俳優などのカップル1組を招き、司会の芳村真理とその他のゲスト、そしてリポーターの宮尾すすむが2人を盛り上げていた番組。出場カップルの大半は番組側が決めた演出上でのカップルであったが（例：第1回のゲストカップルは堺正章といしだあゆみ）、関口宏と西田佐知子、三條正人と香山美子、石坂浩二と浅丘ルリ子、郷鍈治とちあきなおみ、三浦友和と山口百恵などのように、本当に結婚した、あるいは交際に発展したカップルの出場例もある。また、高島忠夫と寿美花代、加山雄三と松本めぐみのように、既に夫婦になっている芸能人カップルや、坂本九と柏木由紀子のように婚約を発表した芸能人の特集を組むこともあった。1975年5月以降はタレント同士だけでなく、タレントと視聴者という組み合わせのカップルも出場するなど、視聴者参加型番組の要素を持たせた回もある。
当初は日曜21:00枠で放送されていたが、直後の時間帯に編成されていた『白雪劇場』（関西テレビ）が1973年秋の改編で日曜21:00枠へ移動することになったため、以後は日曜22:00枠で放送されていた。また、放送期間中に武田グループの一社提供へと移行した。
後番組は山城新伍司会の『アイ・アイゲーム』で、スポンサーの武田グループは引き続き同番組のスポンサーを務めていた。
番組のアーカイブは制作当時のVTR事情などから数が限られており、映像そのものが放送局側に残されていない回が多数ある。神奈川県横浜市にある放送ライブラリーには、前述の高島忠夫と寿美花代が出演した1973年7月22日放送分の記録映像が保存されているが、番組中に流されていたスポンサーCMは著作権・肖像権の関係からカットされている。1988年3月31日にフジテレビ系列局で放送された『フジテレビ30年史 〜秘蔵VTR一挙大公開〜』では、前述の関口宏と西田佐知子、千昌夫とジョーン・シェパード、加山雄三と松本めぐみが出演した回のオープニングと、三浦友和と山口百恵が出演した回のお見合いならびにエンディングの映像が流された。

## 視聴率
- 最高視聴率は山口百恵と三浦友和が出演した回の放送で関東圏24.0%（ビデオリサーチ）であった。[3]

## 番組で共演し、実際に結婚したタレント
- 関口宏・西田佐知子夫妻
- 三條正人・香山美子夫妻
- 三浦友和・山口百恵夫妻
- 石坂浩二・浅丘ルリ子夫妻（2000年に離婚）
- 郷鍈治・ちあきなおみ夫妻（1992年に郷鍈治が死去）
- 千昌夫・ジョーン・シェパード夫妻（1988年に離婚）
- 井上順・青木エミ夫妻（1982年に離婚）
- 和田浩治・梓みちよ夫妻（1971年に離婚）

## スタッフ
- 構成：塚田茂、柴田昭 / スタッフ東京
- 音楽：宮内國郎
- 美術：堀切清
- 技術：小野孝次
- 照明：山本和昭
- 効果：鈴木正秀
- ディレクター：松永学
- プロデューサー・演出：疋田拓

## 放送局
- フジテレビ：日曜 21:00 - 21:30 → 日曜 22:00 - 22:30
- 札幌テレビ：水曜 21:30 - 22:00（1972年3月まで）[4]
  - 北海道文化放送：日曜 21:00 - 21:30（1972年4月開局時 - 1973年9月）→ 日曜 22:00 - 22:30（1973年10月以降）[5]
- 青森テレビ：日曜 10:30 - 11:00（1979年10月時点）[6]
- テレビ岩手：日曜 16:40 - 17:10（1977年4月時点）[7]
- 秋田テレビ：日曜 21:00 - 21:30（1971年10月 - 1973年7月時点）[8] → 日曜 22:00 - 22:30（1973年10月以降）[9]
- 山形テレビ：日曜 21:00 - 21:30（1971年10月 - 1973年7月時点）[8] → 日曜 22:00 - 22:30（1976年5月時点）[10]
- 仙台放送：金曜 21:30 - 22:00（1970年4月 - 9月）→ 日曜 21:00 - 21:30（1970年10月 - 1973年9月）→ 日曜 22:00 - 22:30 （1973年10月 - 1979年9月）[11]
- 福島中央テレビ（1971年4月 - 9月に放送）：金曜 21:00 - 21:30[12]
  - 福島テレビ：日曜 11:30 - 12:00（1971年10月 - 1973年9月）→ 日曜 22:00 - 22:30 （1973年10月 - 1979年9月）[13]
- 新潟総合テレビ：日曜 18:00 - 18:30（1976年5月時点）[10]
- テレビ静岡：日曜 21:00 - 21:30（1972年4月時点）[14]　→ 日曜 22:00 - 22:30（1976年5月時点）[10]
- 長野放送：日曜 22:00 - 22:30（1976年5月時点）[10]
- 富山テレビ：日曜 21:00 - 21:30（1973年9月まで）→ 日曜 22:00 - 22:30（1973年10月以降）[15]
- 石川テレビ：日曜 21:00 - 21:30（1973年9月まで）→ 日曜 22:00 - 22:30（1973年10月以降）[15]
- 福井テレビ：日曜 21:00 - 21:30（1973年9月まで）→ 日曜 22:00 - 22:30（1973年10月以降）[15]
- 東海テレビ：日曜 21:00 - 21:30（1972年4月時点）[14] → 日曜 22:00 - 22:30
- 関西テレビ：日曜 21:00 - 21:30 → 日曜 22:00 - 22:30
- 山陰中央テレビ：日曜 21:00 - 21:30（1973年9月まで） → 日曜 22:00 - 22:30（1973年10月以降）[16]
- 岡山放送：日曜 21:00 - 21:30（1970年8月時点）[17] → 木曜 21:30 - 22:00（1972年3月時点）[18]木曜 19:00 - 19:30（1976年10月時点。当時の放送免許エリアは岡山県のみ。香川県との相互乗り入れ後の放送時間は不明）[19]。香川県での本番組の放送については不明。
- 広島テレビ：日曜 13:30 - 14:00（1970年8月時点）[17] → 日曜 12:45 - 13:15（1972年3月時点）[18] →日曜 11:45 - 12:15（ネット最終日の1975年10月5日時点）[20]
  - テレビ新広島：日曜 22:00 - 22:30（1975年10月5日より[20]。1979年4月時点）[21]
- テレビ愛媛：日曜 21:00 - 21:30（1970年8月時点）[17]→日曜 22:00 - 22:30（1979年4月時点）[21]
- 四国放送：日曜 17:30 - 18:00（1974年9月まで）→ 土曜 23:00 - 23:30（1974年10月より、1979年時点）[22][23]
- 高知放送：土曜 22:00 - 22:30（1976年1月時点）[24]
- テレビ西日本：日曜 21:00 - 21:30（1972年7月時点）[25] → 日曜 22:00 - 22:30
- テレビ長崎：日曜 12:45 - 13:15（1975年12月時点）[26]
- テレビ熊本：日曜 12:45 - 13:15（1972年3月時点）[27]
- テレビ大分：日曜 12:45 - 13:15（1972年3月時点）[28] → 火曜 21:30 - 22:00（1974年9月時点）[29]
- テレビ宮崎：日曜 12:45 - 13:15（1972年3月時点）[30]
- 鹿児島テレビ：日曜 12:45 - 13:15（1972年3月時点）[30]
- 沖縄テレビ：日曜 21:00 - 21:30（1973年9月まで） → 日曜 22:00 - 22:30（1973年10月以降）[31]

## 主題歌
「ラブラブショーのテーマ」
作詞：塚田茂 / 作曲：宮内國郎
歌は各回の出場カップルが歌唱していた。オープニングでは、この曲をBGMに司会者2人が手を取りあいながら階段を降りていた。曲は時期によってアレンジが異なっていた。

## 復刻版
当番組が終了後も、復刻版が3回に渡って放送された事がある。

### オールスター夢のラブラブショー
1981年9月15日に『火曜ワイドスペシャル』枠で放送。司会は引き続き芳村真理が務めた。ゲストペアは松田聖子・桑原正（映画『野菊の墓』で共演）、野村義男・河合奈保子、郷ひろみ・浅野温子、五木ひろし・紺野美沙子などで、主に番組終了後にデビューした芸能人が出演した。

### ぼくら冒険王
1987年3月20日と同年9月18日に、過去フジテレビで放送された番組の復刻版を放送する『ぼくら冒険王』（『金曜おもしろバラエティ』枠）で、2回に渡って復刻版を放送。司会は山田邦子が担当、またレポーター役の宮尾すすむも出演した。ゲストペアは、第1回は国生さゆり・前田耕陽（映画『いとしのエリー』の宣伝を兼ねて）、第2回は原田知世・三上博史（映画『私をスキーに連れてって』宣伝を兼ねて）が出演した。